# Ashuganj
Ashuganj è un sottodistretto (upazila) del Bangladesh situato nel distretto di Brahmanbaria, divisione di Chittagong. Si estende su una superficie di 67,59 km² e conta una popolazione di 180.654 abitanti (dato censimento 1991).